# OSS i olympiska sommarspelen 1992
Förenade laget deltog i de olympiska sommarspelen 1992 med en trupp bestående av 475 deltagare, och landet vann medaljligan.

## Basket
Damer
Gruppspel
| Lag       | Vinster | Förluster | Poäng | PF  | PA  |     |
| --------- | ------- | --------- | ----- | --- | --- | --- |
| Kuba      | 3       | 0         | 6     | 246 | 230 | +16 |
| OSS       | 2       | 1         | 5     | 244 | 222 | +22 |
| Brasilien | 1       | 2         | 4     | 237 | 241 | -4  |
| Italien   | 0       | 3         | 3     | 190 | 224 | -34 |

|           | Brasilien | Oberoende staters samvälde | Kuba  | Italien |
| --------- | --------- | -------------------------- | ----- | ------- |
| Brasilien |           | 64-76                      | 88-95 | 85-70   |
| OSS       | 76-64     |                            | 89-91 | 79-67   |
| Kuba      | 95-88     | 91-89                      |       | 60-53   |
| Italien   | 70-85     | 67-79                      | 53-60 |         |

Slutspel
|  | Semifinaler | Semifinaler |    |  | Final | Final |  |
|  |             |             |    |  |       |       |  |
|  |             |             |    |  |       |       |  |
|  | USA         | 73          |    |  |       |       |  |
|  | OSS         | 79          |    |  |       |       |  |
|  |             |             |    |  |       |       |  |
|  |             |             |    |  |       |       |  |
|  |             |             |    |  | OSS   | 76    |  |
|  |             | Kina        | 66 |  |       |       |  |
|  |             |             |    |  |       |       |  |
|  |             |             |    |  |       |       |  |
|  |             |             |    |  |       |       |  |
|  |             |             |    |  |       |       |  |
|  | Kuba        | 70          |    |  |       |       |  |
|  | Kina        | 109         |    |  |       |       |  |

Herrar
Gruppspel
| Nr | Lag         | S | V | O | F | GM  | IM  | MS   | P |
| -- | ----------- | - | - | - | - | --- | --- | ---- | - |
| 1  | OSS         | 5 | 4 | 0 | 1 | 425 | 373 | +52  | 9 |
| 2  | Litauen     | 5 | 4 | 0 | 1 | 481 | 424 | +57  | 9 |
| 3  | Australien  | 5 | 3 | 0 | 2 | 432 | 396 | +36  | 8 |
| 4  | Puerto Rico | 5 | 3 | 0 | 2 | 445 | 440 | +5   | 8 |
| 5  | Venezuela   | 5 | 1 | 0 | 4 | 392 | 427 | −35  | 6 |
| 6  | Kina        | 5 | 0 | 0 | 5 | 381 | 496 | −115 | 5 |

| Hemma \ Borta | Australien | Kina   | OSS    | Litauen | Puerto Rico | Venezuela |
| Australien    | —          | 88–66  | 63–85  | 87–98   | 116–76      | 78–71     |
| Kina          | 66–88      | —      | 84–100 | 75–112  | 68–100      | 88–96     |
| OSS           | 85–63      | 100–84 | —      | 92–80   | 70–82       | 78–64     |
| Litauen       | 98–87      | 112–75 | 80–92  | —       | 104–91      | 87–79     |
| Puerto Rico   | 76–116     | 100–68 | 82–70  | 91–104  | —           | 96–82     |
| Venezuela     | 71–78      | 96–88  | 64–78  | 79–87   | 82–96       | —         |

Slutspel
|  | Kvartsfinaler | Kvartsfinaler |              |     | Semifinaler | Semifinaler |            |            | Final      | Final |
|  | 0             | 0             | 0            | 0   | 0           | 0           | 0          | 0          | 0          | 0     |
|  |               |               | 0            | 0   |             |             | 0          | 0          |            |       |
|  |               |               | 0            | 0   |             |             | 0          | 0          |            |       |
|  | 0 USA         | 0115          | 0            | 0   |             |             | 0          | 0          |            |       |
|  | 0 USA         | 0115          | 0            | 0   |             |             | 0          | 0          |            |       |
|  | 0 Puerto Rico | 077           | 0            | 0   |             |             | 0          | 0          |            |       |
|  | 0 Puerto Rico | 077           | 0            | 0   | 0 USA       | 0127        | 0          | 0          |            |       |
|  |               |               | 0            | 0   | 0 USA       | 0127        | 0          | 0          |            |       |
|  | 0             | 0 Litauen     | 0            | 076 | 0           |             |            | 0          |            |       |
|  | 0             | 0 Litauen     | 0            | 076 | 0           | 0 Litauen   | 0114       | 0          |            |       |
|  | 0             |               |              |     |             | 0 Litauen   | 0114       | 0          |            |       |
|  | 0             | 0 Brasilien   | 096          | 0   |             |             |            | 0          |            |       |
|  | 0             | 0 Brasilien   | 096          | 0   | 0 USA       | 0117        |            | 0          |            |       |
|  | 0             |               |              | 0   | 0 USA       | 0117        |            | 0          |            |       |
|  | 0             | 0             | 0 Kroatien   | 0   | 085         |             |            |            |            |       |
|  | 0             | 0             | 0 Kroatien   | 0   | 085         | 0 OSS       | 083        |            |            |       |
|  | 0             | 0             |              |     |             |             | 083        |            |            |       |
|  | 0             | 0             | 0 Tyskland   | 076 | 0           |             |            |            |            |       |
|  | 0             | 0             | 0 Tyskland   | 076 | 0           | 0 OSS       | 074        | Bronsmatch | Bronsmatch |       |
|  | 0             | 0             |              |     | 0           | 0 OSS       | 074        | Bronsmatch | Bronsmatch |       |
|  | 0             | 0             | 0 Kroatien   | 075 | 0           | 0           |            |            |            |       |
|  | 0             | 0             | 0 Kroatien   | 075 | 0           | 0           | 0 Kroatien | 098        | 0 OSS      | 078   |
|  | 0             | 0             |              |     | 0           | 0           | 0 Kroatien | 098        | 0 OSS      | 078   |
|  | 0             | 0             | 0 Australien | 065 | 0           | 0           | 0 Litauen  | 082        |            |       |
|  | 0             | 0             | 0 Australien | 065 | 0           | 0           | 0 Litauen  | 082        |            |       |
|  |               |               |              |     |             |             |            |            |            |       |
|  |               |               |              |     |             |             |            |            |            |       |

## Boxning
Lätt flugvikt
- Vladimir Ganchenko
  - Första omgången — Förlorade mot Pál Lakatos (HUN), RSC-2 (01:27)

Flugvikt
- Anatoly Filippov
  - Första omgången — Förlorade mot Yacin Chikh (ALG), 3:5

Bantamvikt
- Vladislav Antonov
  - Första omgången — Förlorade mot Chatree Suwanyod (THA), 4:6

Fjädervikt
- Ramaz Paliani →  Brons
  - Första omgången — Besegrade Julian Wheeler (USA), 8:4
  - Andra omgången — Besegrade Rogerio Brito (BRA), 19:2
  - Kvartsfinal — Besegrade Daniel Dumitrescu (ROM), 11:5
  - Semifinal — Förlorade mot Faustino Reyes (ESP), 9:14

Lättvikt
- Artur Grigoryan
  - Första omgången — Besegrade Óscar Palomino (ESP), 11:10
  - Andra omgången — Förlorade mot Hong Sung-Sik (KOR), 3:9

Lätt weltervikt
- Oleg Nikolayev
  - Första omgången — Bye
  - Andra omgången — Besegrade Hubert Tinge Meta (PNG), 17:2
  - Kvartsfinal — Förlorade mot Héctor Vinent (CUB), 3:26

Weltervikt
- Andrey Pestryayev
  - Första omgången — Förlorade mot Vitalijus Karpaciauskas (LTU), 4:9

Lätt mellanvikt
- Arkady Topayev
  - Första omgången — Förlorade mot Juan Carlos Lemus (CUB), 0:11

Mellanvikt
- Aleksandr Lebziak
  - Första omgången — Besegrade Justann Crawford (AUS), RSCH-3 (01:56)
  - Andra omgången — Förlorade mot Chris Byrd (USA), 7:16

Lätt tungvikt
- Rostislav Zaulichniy →  Silver
  - Första omgången — Bye
  - Andra omgången — Besegrade Jacklord Jacobs (NGA), 16:8
  - Kvartsfinal — Besegrade Stephen Wilson (GBR), 13:0
  - Semifinal — Besegrade Zoltán Béres (HUN), RSC-3 (02:51)
  - Final — Förlorade mot Torsten May (GER), 3:8

Tungvikt
- Aleksey Chudinov
  - Första omgången — Besegrade Vidas Markevičius (LTU), 7:3
  - Andra omgången — Förlorade mot Paul Douglas (IRL), 9:15

Supertungvikt
- Nikolay Kulpin
  - Första omgången — Bye
  - Andra omgången — Förlorade mot Larry Donald (USA), RSCI-3 (00:02)

## Bågskytte
Damernas individuella
- Natalia Valeeva – Bronsmatch (→  Brons), 4-1
- Khatouna Kvrivishvili – Kvartsfinal, 6:e plats (2-1)
- Lyudmila Arzhannikova – Sextondelsfinal, 27:e plats (0-1)

Herrarnas individuella
- Vadim Chikarev – Kvartsfinal, 7:e plats (2-1)
- Stanislav Zabrodski – Åttondelsfinal, 10:e plats (1-1)
- Vladimir Echeev – Åttondelsfinal, 11:e plats (1-1)

Damernas lagtävling
- Valeeva, Kvrivishvili och Arzhannikova – Bronsmatch (→  Brons), 3-1

Herrarnas lagtävling
- Chikarev, Zabrodski och Echeev – Kvartsfinal, 8:e plats

## Cykling
Damernas linjelopp
- Natalya Kyschuk
  - Final — 2:05:03 (→ 4:e plats)

- Zinaida Stagourskaya
  - Final — 2:05:03 (→ 16:e plats)

- Svetlana Samochvalova
  - Final — fullföljde inte (→ ingen placering)

## Friidrott
Herrar
Herrarnas 5 000 meter
- Andrei Tikhonov
  - Heat — 13:44,67 (→ gick inte vidare)

Herrarnas 10 000 meter
- Oleg Strizhakov
  - Heat — 28:35,97 (→ gick inte vidare)

Herrarnas 4 x 400 meter stafett
- Dmitry Kosov, Dmitry Kliger, Dmitry Golovastov och Oleg Tverdochleb
  - Heat — 3:05,59 (→ gick inte vidare)

Herrarnas maraton
- Yakov Tolstikov — 2:17,04 (→ 22:a plats)
- Vladimir Bukhanov — fullföljde inte (→ ingen placering)

Herrarnas 400 meter häck
- Oleg Tverdochleb
  - Heat — 48,68
  - Semifinal — 49,11
  - Final — 48,63 (→ 6:e plats)

- Vadim Zadoynov
  - Heat — 51,21 (→ gick inte vidare)

Herrarnas 20 kilometer gång
- Mikhail Shchennikov — 1:27:17 (→ 12:e plats)
- Vladimir Andreyev — 1:28:25 (→ 13:e plats)
- Oleg Trochin — fullföljde inte (→ ingen placering)

Herrarnas 50 kilometer gång
- Andrey Perlov — 3:50:13 (→  Guld)
- Valeriy Spitsyn — 3:54:39 (→ 4:e plats)
- Aleksandr Potashev — DSQ (→ ingen placering)

Herrarnas längdhopp
- Dmitriy Bagryanov
  - Kval — 8,09 m
  - Final — 7,98 m (→ 7:e plats)

- Vadim Ivanov
  - Kval — 5,97 m (→ gick inte vidare)

Herrarnas tresteg
- Leonid Voloshin
  - Kval — 17,21 m
  - Final — 17,32 m (→ 4:e plats)

- Aleksandr Kovalenko
  - Kval — 16,93 m
  - Final — 17,06 m (→ 7:e plats)

- Vasiliy Sokov
  - Kval — 16,91 m
  - Final — 16,86 m (→ 9:e plats)

Herrarnas spjutkastning
- Andrey Shevchuk
  - Kval — 80,22 m
  - Final — 77,74 m (→ 8:e plats)

- Viktor Zaitsev
  - Kval — 79,12 m (→ gick inte vidare)

- Dmitriy Polyunin
  - Kval — 76,40 m (→ gick inte vidare)

Herrarnas släggkastning
- Andrey Abduvaliyev
  - Kval — 78,82 m
  - Final — 82,54 m (→  Guld)

- Igor Astapkovich
  - Kval — 76,50 m
  - Final — 81,96 m (→  Silver)

- Igor Nikulin
  - Kval — 79,08 m
  - Final — 81,38 m (→  Brons)

Herrarnas kulstötning
- Vyacheslav Lykho
  - Kval — 20,24 m
  - Final — 20,94 m (→  Brons)

- Aleksandr Klimenko
  - Kval — 20,16 m
  - Final — 20,23 m (→ 8:e plats)

- Andrey Nemchninov
  - Kval — 18,98 m (→ gick inte vidare)

Herrarnas diskuskastning
- Dmitriy Kovtsun
  - Kval — 61,62 m
  - Final — 62,04 m (→ 7:e plats)

- Dmitriy Shevchenko
  - Kval — 60,22 m
  - Final — 61,78 m (→ 8:e plats)

- Vladimir Zinchenko
  - Kval — 56,94 m (→ gick inte vidare)

Damer
Damernas 800 meter
- Lilia Nurutdinova
  - Heat — 2:00,37
  - Semifinal — 1:58,04
  - Final — 1:55,99 (→  Silver)

- Inna Yevseyeva
  - Heat — 1:58,58
  - Semifinal — 1:58,20
  - Final — 1:57,20 (→ 4:e plats)

- Lyubov Gurina
  - Heat — 2:00,27
  - Semifinal — 2:00,64
  - Final — 1:58,13 (→ 8:e plats)

Damernas 10 000 meter
- Lyudmila Matveeva
  - Heat — 33:23,02 (→ gick inte vidare)

- Yelena Zhupiyeva-Vyazova
  - Heat — fullföljde inte (→ gick inte vidare)

- Olga Bondarenko
  - Heat — fullföljde inte (→ gick inte vidare)

Damernas 400 meter häck
- Tatyana Ledovskaya
  - Heat — 55,03
  - Semifinal — 54,53
  - Final — 54,31 (→ 4:e plats)

- Vera Ordina
  - Heat — 55,25
  - Semifinal — 54,37
  - Final — 54,83 (→ 5:e plats)

- Margarita Ponomarjova
  - Heat — 55,36
  - Semifinal — 53,98
  - Final — 54,83 (→ 6:e plats)

Damernas 10 kilometer gång
- Jelena Nikolajeva
  - Final — 44:33 (→  Silver)

- Yelena Sayko
  - Final — 45:23 (→ 8:e plats)

- Alina Ivanova
  - Final — DSQ (→ ingen placering)

Damernas maraton
- Valentina Jegorova — 2:32,41 (→  Guld)
- Ramilya Burangulova — 2:38,46 (→ 8:e plats)
- Madina Biktagirova — DSQ

Damernas längdhopp
- Inessa Kravets
  - Heat — 6,79 m
  - Final — 7,12 m (→  Silver)

- Irina Mushailova
  - Heat — 6,86 m
  - Final — 6,68 m (→ 5:e plats)

Damernas höjdhopp
- Olga Turchak
  - Kval — 1,92 m
  - Final — 1,83 m (→ 13:e plats)

- Tatyana Shevchik
  - Kval — 1,92 m
  - Final — 1,83 m (→ 16:e plats)

- Olga Bolchova
  - Kval — 1,83 m (→ gick inte vidare)

Damernas spjutkastning
- Natalia Sjikolenko
  - Heat — 67,36m
  - Final — 68,26m (→  Silver)

- Yelena Svezhentseva
  - Heat — 60,44m
  - Final — 57,32m (→ 9:e plats)

- Irina Kostyuchenkova
  - Heat — 57,96 (→ 20:e plats)

Damernas diskuskastning
- Larisa Korotkevich
  - Heat — 67,62m
  - Final — 65,52m (→ 4:e plats)

- Olga Burova
  - Heat — 64,68m
  - Final — 64,02m (→ 5:e plats)

- Irina Yatchenko
  - Heat — 61,60m
  - Final — 63,74m (→ 7:e plats)

## Fäktning
Herrarnas florett
- Serhiy Holubytskiy
- Dmitry Shevchenko
- Vyacheslav Grigoryev

Herrarnas florett, lag
- Dmitry Shevchenko, Serhiy Holubytskiy, Vyacheslav Grigoryev, Anvar Ibragimov, Ilgar Mamedov

Herrarnas värja
- Pavel Kolobkov
- Andrey Shuvalov
- Serhiy Kravchuk

Herrarnas värja, lag
- Pavel Kolobkov, Andrey Shuvalov, Serhiy Kravchuk, Sergey Kostarev, Valery Zakharevich

Herrarnas sabel
- Grigory Kiriyenko
- Aleksandr Shirshov
- Heorhiy Pohosov

Herrarnas sabel, lag
- Grigory Kiriyenko, Aleksandr Shirshov, Heorhiy Pohosov, Vadym Huttsait, Stanislav Pozdnyakov

Damernas florett
- Tatyana Sadovskaya
- Olga Velichko
- Yelena Glikina

Damernas florett, lag
- Yelena Glikina, Yelena Grishina, Tatyana Sadovskaya, Olga Velichko, Olga Voshchakina

## Handboll
Herrar
Gruppspel
| Lag       | Pld | W | D | L | GF  | GA  | GD  | Poäng |
| --------- | --- | - | - | - | --- | --- | --- | ----- |
| OSS       | 5   | 5 | 0 | 0 | 121 | 98  | +23 | 10    |
| Frankrike | 5   | 4 | 0 | 1 | 111 | 98  | +13 | 8     |
| Spanien   | 5   | 3 | 0 | 2 | 97  | 98  | −1  | 6     |
| Rumänien  | 5   | 1 | 1 | 3 | 107 | 115 | −8  | 3     |
| Tyskland  | 5   | 1 | 1 | 3 | 97  | 103 | −6  | 3     |
| Egypten   | 5   | 0 | 0 | 5 | 92  | 113 | −21 | 0     |

| Resultat  | Oberoende staters samvälde | Frankrike | Spanien | Rumänien | Tyskland | Egypten |
| --------- | -------------------------- | --------- | ------- | -------- | -------- | ------- |
| OSS       |                            | 23–22     | 24–18   | 27–25    | 25–15    | 22–18   |
| Frankrike | 22–23                      |           | 18–16   | 26–20    | 23–20    | 22–19   |
| Spanien   | 18–24                      | 16–18     |         | 21–20    | 19–18    | 23–18   |
| Rumänien  | 25–27                      | 20–26     | 20–21   |          | 20–20    | 22–21   |
| Tyskland  | 15–25                      | 20–23     | 18–19   | 20–20    |          | 24–16   |
| Egypten   | 18–22                      | 19–22     | 18–23   | 21–22    | 16–24    |         |

Slutspel
|  | Semifinaler | Semifinaler |    |           | Final      | Final |  |
|  |             |             |    |           |            |       |  |
|  |             |             |    |           |            |       |  |
|  | Sverige     | 25          |    |           |            |       |  |
|  | Frankrike   | 22          |    |           |            |       |  |
|  |             |             |    |           |            |       |  |
|  |             |             |    |           |            |       |  |
|  |             |             |    |           | Sverige    | 20    |  |
|  |             | OSS         | 22 |           |            |       |  |
|  |             |             |    |           |            |       |  |
|  |             |             |    |           |            |       |  |
|  |             |             |    |           | Bronsmatch |       |  |
|  |             |             |    |           |            |       |  |
|  | OSS         | 23          |    | Frankrike | 24         |       |  |
|  | Island      | 19          |    |           | Island     | 20    |  |

Damer
Gruppspel
| Lag      | Pld | W | D | L | GF | GA | GD  | Poäng |
| -------- | --- | - | - | - | -- | -- | --- | ----- |
| OSS      | 3   | 3 | 0 | 0 | 77 | 56 | +21 | 6     |
| Tyskland | 3   | 2 | 0 | 1 | 86 | 61 | +25 | 4     |
| USA      | 3   | 1 | 0 | 2 | 55 | 76 | −21 | 2     |
| Nigeria  | 3   | 0 | 0 | 3 | 56 | 81 | −25 | 0     |

| Resultat | Oberoende staters samvälde | Tyskland | USA   | Nigeria |
| -------- | -------------------------- | -------- | ----- | ------- |
| OSS      |                            | 28–22    | 23–16 | 26–18   |
| Tyskland | 22–28                      |          | 26–24 | 22–16   |
| USA      | 16–23                      | 24–26    |       | 22–18   |
| Nigeria  | 18–26                      | 16–22    | 18–22 |         |

Slutspel
|  | Semifinaler | Semifinaler |    |     | Final      | Final |  |
|  |             |             |    |     |            |       |  |
|  |             |             |    |     |            |       |  |
|  | OSS         | 22          |    |     |            |       |  |
|  | Norge       | 23          |    |     |            |       |  |
|  |             |             |    |     |            |       |  |
|  |             |             |    |     |            |       |  |
|  |             |             |    |     | Norge      | 21    |  |
|  |             | Sydkorea    | 28 |     |            |       |  |
|  |             |             |    |     |            |       |  |
|  |             |             |    |     |            |       |  |
|  |             |             |    |     | Bronsmatch |       |  |
|  |             |             |    |     |            |       |  |
|  | Sydkorea    | 26          |    | OSS | 24         |       |  |
|  | Tyskland    | 25          |    |     | Tyskland   | 20    |  |

## Landhockey
Herrar
Gruppspel
| Lag           | P | W | D | L | GF | GA | GD  | Poäng |
| ------------- | - | - | - | - | -- | -- | --- | ----- |
| Pakistan      | 5 | 5 | 0 | 0 | 20 | 6  | +14 | 10    |
| Nederländerna | 5 | 4 | 0 | 1 | 20 | 10 | +10 | 8     |
| Spanien       | 5 | 3 | 0 | 2 | 15 | 11 | +4  | 6     |
| Nya Zeeland   | 5 | 1 | 0 | 4 | 7  | 12 | –5  | 2     |
| OSS           | 5 | 1 | 0 | 4 | 12 | 20 | –8  | 2     |
| Malaysia      | 5 | 1 | 0 | 4 | 9  | 24 | –15 | 2     |

## Modern femkamp
Herrarnas individuella tävling
- Eduard Zenovka
- Anatoly Starostin
- Dmitry Svatkovsky

Herrarnas lagtävling
- Eduard Zenovka,  Anatoly Starostin och Dmitry Svatkovsky

## Rodd
Resultat i rodd:
Herrarnas singelsculler
Ihor Mohjlnij
17:e plats
Herrarnas dubbelsculler
Oleksandr Slobodeniuk, Leonid Sjaposjnjkov
12:e plats
Herrarnas tvåa utan styrman
jury Pimenov, Nikolaj Pimenov
15:e plats
Herrarnas tvåa med styrman
Valery Belodedov, Dmitry Nos, Anatolj Korbut
11:e plats
Herrarnas scullerfyra
Valerij Dosenko, Sergej Kinjakin, Mykola Tjupryna, Girts Vilks
7:e plats
Herrarnas fyra utan styrman
Viktor Pitirimov, Roman Montjenko, Vladimir Sokolov, Vadim Junasj
10:e plats
Herrarnas fyra med styrman
Veniamin But, Igor Bortnitsky, Vladimir Romanisjin, Gennadj Kryutjkin, Pyotr Petrinitj
6:e plats
Herrarnas åtta med styrman
Vitalij Raievskij, Alexandru Britov, Jevgenj Kisljakov, Aleksandr Anikejev, Sergej Korotkich, Oleg Svesjnikov, Vasilj Tichonov, Stepan Dmitrijevsky, Igor Sjkaberin
10:e plats
Damernas dubbelsculler
Sarija Zakyrova, Inna Frolova
6:e plats
Damernas tvåa utan styrman
Hanna Motretjko, Olena Ronzjyna-Morozova
8:e plats
Damernas scullerfyra
Jekaterina Chodatovitj-Karsten, Antonina Zelikovitj, Tetiana Ustiuzjanina, Jelena Chloptseva
3:e plats ( Brons)
Damernas åtta med styrman
Svitlana Fil, Marina Znak, Irina Gribko, Sarmīte Stone, Marina Suprun, Natalija Stasjuk, Natalija Grigoryeva, Jekaterina Kotko, Jelena Medvedeva
4:e plats

## Segling
Damernas 470
- Larisa Moskalenko och Alena Pacholtjik
  - Slutligt resultat — 43,0 poäng (→ 4:e plats)

## Simhopp
Herrarnas 3 m
- Dmitrij Sautin
  - Kval — 384,42 poäng
  - Final — 627,78 poäng (→  Brons)
- Valerij Statsenko
  - Kval — 388,26 poäng
  - Final — 577,92 poäng (→ 8:e plats)

Herrarnas 10 m
- Dmitrij Sautin
  - Kval — 389,28 poäng
  - Final — 565,95 poäng (→ 6:e plats)
- Georgj Tjogovadze
  - Kval — 361,47 (→ gick inte vidare, 16:e plats)

Damernas 3 m
- Irina Lasjko
  - Kval — 334,89 poäng
  - Final — 514,14 poäng (→  Silver)
- Vera Iljina
  - Kval — 290,46 poäng
  - Final — 470,67 poäng (→ 6:e plats)

Damernas 10 m
- Jelena Mirosjina
  - Final — 411,63 poäng (→  Silver)
- Inga Afonina
  - Final — 398,43 poäng (→ 5:e plats)

## Tennis
Herrar
| Spelare          | Gren       | Omgång 1                            | Omgång 2                               | Åttondelsfinaler                           | Kvartsfinaler                             | Semifinaler                          | Final / BM        | Final / BM |
| Spelare          | Gren       | Motståndare Poäng                   | Motståndare Poäng                      | Motståndare Poäng                          | Motståndare Poäng                         | Motståndare Poäng                    | Motståndare Poäng | Placering  |
| ---------------- | ---------- | ----------------------------------- | -------------------------------------- | ------------------------------------------ | ----------------------------------------- | ------------------------------------ | ----------------- | ---------- |
| Andrei Tjerkasov | Herrsingel | R. Smith (BAH) W 6–1, 6–0, 3–6, 6–1 | Goran Prpić (CRO) W 6–4, 6–7, 6–4, 6–3 | P. Sampras (USA) W 6–7, 1–6, 7–5, 6–0, 6–3 | J. Oncins (BRA) W 6–1, 6–4, 6–7, 4–6, 6–2 | J. Arrese (ESP) L 4–6, 6–7, 6–3, 3–6 | Gick inte vidare  | Bronze     |
| Andrei Chesnokov | Herrsingel | S. Edberg (SWE) W 6–0, 6–4, 6–4     | R. Furlan (ITA) L 6–7, 4–6, 4–6        | Gick inte vidare                           | Gick inte vidare                          | Gick inte vidare                     | Gick inte vidare  | —          |

Damer
| Spelare           | Gren      | Omgång 1                    | Omgång 2                         | Åttondelsfinaler                | Kvartsfinaler     | Semifinaler       | Final / BM        | Final / BM |
| Spelare           | Gren      | Motståndare Poäng           | Motståndare Poäng                | Motståndare Poäng               | Motståndare Poäng | Motståndare Poäng | Motståndare Poäng | Placering  |
| ----------------- | --------- | --------------------------- | -------------------------------- | ------------------------------- | ----------------- | ----------------- | ----------------- | ---------- |
| Eugenia Maniokova | Damsingel | P. Ritter (AUT) W 6–1, 7–6  | K. Maleeva (BUL) W 7–6, 4–6, 6–0 | S. Appelmans (BEL) L 1–6, 3–6   | Gick inte vidare  | Gick inte vidare  | Gick inte vidare  | —          |
| Leila Meschi      | Damsingel | M. Pierce (FRA) L 6–7, 5–7  | Gick inte vidare                 | Gick inte vidare                | Gick inte vidare  | Gick inte vidare  | Gick inte vidare  | —          |
| Natasja Zvereva   | Damsingel | J. Novotná (TCH) W 6–1, 6–0 | S. Smith (GBR) W 6–1, 6–2        | M.J. Fernandez (USA) L 6–7, 1–6 | Gick inte vidare  | Gick inte vidare  | Gick inte vidare  | —          |